# Дело Маши Москалёвой
В апреле 2022 года из-за антивоенного рисунка шестиклассницы Марии Москалёвой началось политическое преследование девочки и её отца-одиночки Алексея Москалёва. Москалёву вменялась «дискредитация» российской армии в ходе вторжения России на Украину, а девочку отлучили от отца и отправили в местный детский приют. 28 марта 2023 года российский суд приговорил Москалёва к двум годам колонии, однако после отмены приговора в кассационной инстанции и повторного рассмотрения дела срок был сокращён до 1 года и 10 месяцев. 15 октября 2024 года Алексей Москалёв вышел из тюрьмы в связи с отбытием срока заключения. Суд впервые с 1986 года разлучил ребёнка с родителем по политическим причинам, а в детдом в последний раз у политзаключенных забирали детей в середине 1970-х годов, ещё при СССР. С момента образования Российской Федерации это первый такой случай.

## Хронология событий
В апреле 2022 года ученица шестого класса школы № 9 города Ефремов Мария Москалёва (род. 2009) на уроке рисования изобразила антивоенный рисунок против вторжения России на Украину. Учительница изобразительного искусства пошла к директору, а та вызвала полицию. Сотрудники МВД дежурили у выхода из школы, но девочка успела сбежать домой.
На следующий день, когда Мария вместе с отцом Алексеем Москалёвым (род. 1968) пришла в школу, они оба были доставлены в полицейский участок, где был составлен административный протокол о «дискредитации» российской армии. Правонарушением был назван не рисунок ребёнка, а комментарий Алексея Москалёва под видео в соцсети «Одноклассники».
25 апреля 2022 года состоялся суд, где Алексей Москалёв был признан виновным в «дискредитации» армии и оштрафован на 32 000 рублей.
На следующий день после суда над отцом Маши, в школу к ней вновь пришли сотрудники ФСБ, которые пытались склонить её к активизму в пользу российского вторжения. После этого события Маша перестала ходить в школу и перешла на домашнее обучение.
27 декабря 2022 года на Алексея завели уголовное дело за «повторную дискредитацию», из-за комментариев в соцсети «Одноклассники» об убийствах жителей Бучи и убийстве пленных украинцев в Еленовке.
30 декабря 2022 года в квартире Москалёвых провели обыск, в ходе которого было изъято имущество и все наличные деньги, Алексей Москалёв был задержан и допрошен ФСБ. У дома Москалёвых дежурили пять полицейских машин, машины МЧС и пожарные машины. По словам Алексея, в ходе допроса его били «головой об стену и пол», а также требовали признаться в работе на третьи лица. Через некоторое время после обыска Москалёв с дочерью переехали в город Узловая, примерно в 100 километрах от Ефремова.
В январе 2023 года Комиссия по делам несовершеннолетних Ефремова подала в суд иск об ограничении родительских прав обоих родителей Марии.
1 марта 2023 года Алексей был задержан, а Марию Москалёву отправили в местный детский приют.
2 марта 2023 года Алексея отправили под домашний арест. Связаться с Марией не удалось ни самому Алексею, ни правозащитным организациям.
27 марта 2023 года Ефремовский межрайонный суд рассмотрел дело и уже на следующий день приговорил Алексея Москалёва к двум годам колонии с запретом пользоваться интернетом 3 года и изъятием личного компьютера в пользу государства. Рассматривал дело судья Антон Владиславович Маликов. Прокурором в этом суде был Олег Николаевич Тимаков. Суд постановил передать дочь Алексея на попечение социальных служб. В суд, по мнению муниципального депутата Ольги Подольской, созвали массовку, которая за войну, а группу поддержки Москалёва на территорию суда не пустили. Сам Алексей сбежал из-под домашнего ареста и не присутствовал на оглашении приговора.
29 марта 2023 года из приюта Маша написала отцу: «Я очень люблю тебя, и знай, ты ни в чём не виноват, я всегда за тебя, и всё, что ты делаешь, — правильно. <…> Прошу тебя, только не сдавайся. Верь, надейся и люби. Однажды мы сядем за стол и будем вспоминать это всё. Я люблю тебя, надеюсь, нет, я знаю, что ты не сдашься, ты сильный, мы сильные, мы сможем, а я буду молиться за тебя и за нас, папа». На обороте девочка написала: «Love you, ты — герой. Мой герой».
30 марта 2023 года Алексей Москалёв был задержан в Минске. По сообщению «ОВД-Инфо», Москалёв при задержании был сильно избит белорусскими силовиками.
5 апреля 2023 года уполномоченная по правам ребёнка в РФ Мария Львова-Белова заявила, что Ольга Ситчихина, мать Маши Москалёвой, забрала её из приюта. Ранее мать девочки отказывалась брать дочь на воспитание и даже написала заявление о помещении ребёнка в приют, однако потом выразила готовность забрать дочь к себе. По словам чиновницы, ранее Мария не хотела идти к матери и её мнение учитывалось в соответствии с законодательством, однако затем она поменяла свою позицию. Львова-Белова выложила совместную фотографию матери и дочери, где они улыбались и смотрели друг другу в глаза.
6 апреля 2023 года должно было состояться заседание суда о лишении родительских прав по делу Маши Москалёвой. Алексей Москалёв не смог присутствовать на суде, поскольку пропал после задержания в Минске 30 марта. Суд перенёс рассмотрение дела Маши Москалёвой на 20 апреля.
4 апреля 2023 года стало известно, что Алексей Москалёв находится в СИЗО белорусского города Жодино.
12 апреля 2023 года Алексея Москалёва экстрадировали из Беларуси в Россию.
19 апреля 2023 года иск об ограничении в правах родителей Маши Москалёвой был отозван. Ольга Ситчихина заявила, что повезет Машу отдыхать в аннексированный Россией Крым.
3 мая 2023 года стало известно, что Алексей Москалёв находится в СИЗО Смоленска. Он сообщил своему адвокату об избиении во время ареста в Беларуси.
5 мая 2023 года Елена Агафонова, правозащитница из Тульской области, помогавшая Маше Москалёвой и её отцу, была признана иноагентом.
3 июля 2023 года Алексею Москалёву ужесточили приговор, ввиду совершения преступления в период вооружённого конфликта. В течение двух лет ему запрещено администрировать интернет-ресурсы. В своём последнем слове Алексей Москалёв попросил приговорить его к высшей мере наказания — и как можно быстрее привести его в исполнение, поскольку он не в силах больше терпеть разлуку с дочерью.
В конце июля 2023 года стало известно, что Алексей Москалёву впервые за 4 месяца доставили письмо от дочери. Среди прочего Маша пожелала папе не сдаваться и рассказала ему о том, как переживала, когда она узнала о решении апелляционного суда: «села на кровать и внезапно слёзы закончились, что хотела сдаться, но Господь Бог дал ей силы, а она передаёт эти силы ему». Ещё она пишет, что ей в какой-то момент было очень плохо и тяжело («Поверь мне, я плакала каждый час, каждый день») и что ей пришлось принимать много взрослых решений самостоятельно.
17 августа 2023 года стало известно, что Алексей Москалёв был этапирован в исправительную колонию № 6 в Новомосковске. На следующей день стало известно о нахождении Алексея Москалёва в штрафном изоляторе (ШИЗО).
В конце августа 2023 года правозащитный проект ОВД-Инфо, который ссылается на адвоката Владимира Билиенко, сообщил, что Алексей Москалёв уже третий раз подряд отправили в штрафной изолятор. По словам адвоката, его подзащитного в очередной раз поместили в ШИЗО 23 августа. Осуждённый должен пробыть там 15 суток — за то, что якобы не держал руки за спиной, его также хотят поставить на учёт как «склонного к побегу». Первый раз Москалёва поместили в ШИЗО 4 августа на 6 суток, тогда поводом стало то, что он якобы не сразу встал. Второй раз Москалёва отправили в ШИЗО 10 августа на 13 суток из-за представления по ненадлежащей форме.
8 сентября 2023 года Ольга Подольская, депутат из Ефремова поддерживавшая Алексея Москалёва, была признана иноагентом, став уже вторым человеком внесённым в список иноагентов в за помощь семье Москалёвых.
22 сентября 2023 года Алексея Москалёва в пятый раз подряд отправили в ШИЗО. Причиной водворения стало то, что он облокотился на руку, сидя за столом. Формальный повод четвёртой отправки в штрафной изолятор Москалёв не помнит.
6 декабря 2023 года Первый кассационный суд общей юрисдикции отменил приговор Алексею Москалёву по статье о повторной дискредитации российской армии и отправил уголовное дело на новое рассмотрение в апелляционную инстанцию. Прокурор назвала вынесенный Москалёву приговор «довольно мягким», обвинитель также упомянула, что в деле присутствует отягчающее обстоятельство: то, что вменяемое Москалёву преступление было совершено «в условиях вооружённого конфликта». На время пересмотра дела Алексей Москалёв переведён из колонии в СИЗО.
19 февраля 2024 года Тульский областной суд по итогам повторного рассмотрения дела с проведением новой психолого-лингвистической экспертизы вынес апелляционный приговор — 1 год 10 месяцев колонии общего режима с запретом администрирования сайтов на 2 года.
14 августа 2024 года Первый кассационный суд общей юрисдикции оставил приговор без изменений.
15 октября 2024 года Алексей Москалёв вышел из колонии в связи с отбытием срока заключения.

## Формальная суть обвинений
Несмотря на то, что преследование началось с антивоенного рисунка Марии Москалёвой, первый административный протокол в апреле 2022 года о «дискредитации» российской армии был составлен из-за сообщения в соцсети «Одноклассники», которое, по утверждению правоохранительных органов, написал Алексей Москалёв. 28 марта 2023 года Алексей был приговорён к тюремному заключению по уголовному делу о повторной «дискредитации» армии.
Сам Алексей утверждает, что не писал этих сообщений, а его страница в соцсети могла быть взломана.
Учителя Марии, которые выступили свидетелями со стороны обвинения, не смогли вспомнить содержание сообщений, лишь указав, что «суть одна и та же — порочащая и дискредитирующая». Другой свидетель — сотрудник компании, подключавшей интернет в квартире Москалёва — подтвердил, что с компьютера Алексея, который был изъят во время обысков, заходили на его страницу в соцсети.

## Реакции
- Представитель Еврокомиссии Питер Стано сравнил преследование Алексея Москалёва с политикой Иосифа Сталина и призвал Россию уважать свою собственную конституцию «вместо того, чтобы наказывать детей и родителей по политическим причинам»[54].
- Была написана петиция на change.org c требованием «Вернуть Машу Москалёву домой», которая собрала более 150 тысяч подписей[55].
- Правозащитный проект «Мемориал» признал Алексея Москалёва политзаключенным[15].
- Песков прокомментировал дело Маши Москалёвой, сказав, что «не так всё прямолинейно»[56].
- В день вынесения приговора Москалёву пресс-служба Евгения Пригожина, руководителя ЧВК «Вагнер», опубликовала письмо, направленное прокурору Тульской области от имени ЧВК и «Лиги защиты интересов ветеранов локальных войн и военных конфликтов». В письме было написано, что Пригожин и ЧВК считают приговор несправедливым и просят пересмотреть дело[57].
- Правозащитники из организаций «Мемориал» и «ОВД-Инфо» попросили Совет Европы и Еврокомиссию помочь не допустить экстрадиции Алексея Москалёва в Россию[58].
- Постоянный представитель Албании при Организации Объединённых Наций Ферит Ходжа упомянул Дело Маши Москалёвой на заседании Совета Безопасности[59]:

Ужасающая перспектива ядерной войны легко затмевает болезненную реальность, где тысячи трупов возвращаются домой в мешках, где матери плачут о пропавших без вести сыновьях, где солдаты жалуются в социальных сетях на невыносимые условия, в которых они оказались, где за здравомыслие сажают в тюрьму. Где 13-летняя девочка Мария принудительно оказывается в детском приюте, разлучённая со своим отцом, который был осужден на 2 года лишения свободы за невинный рисунок своего ребёнка.
Оригинальный текст (англ.)After all, the terrifying prospect of nuclear war easily and understandably overshadows the painful reality of thousands of body bags returning home, of mothers crying for their missing sons, of the soldiers complaining on social media about the unfit conditions they find themselves in, or the voices of reasons, which end up in prison. Like the 13 years old girl, Maria, who finds herself in forced child care, separated from her father, who was convicted to 2 years in prison for an innocent drawing of his child.

- Известные деятели культуры выступили в поддержку Маши Москалёвой, зачитав её письмо к отцу[60]. Среди читавших были Чулпан Хаматова, Анатолий Белый, Артур Соломонов, Дмитрий Быков, Кирилл Набутов, Артур Смольянинов и Татьяна Лазарева.
- Солист группы «Наив» Александр Иванов на концерте в Москве вышел в майке с надписью «Маша Москалёва» и обратился к слушателям[61]:

Друзья, пользуясь случаем. Не могу пройти мимо, пытался отогнать от себя это дело — не знаю, не смог, не пойму почему, всё остальное получилось почему-то. Это дело Маши Москалёвой почему-то не отпускает меня никак. Возможно, потому что дочь моя тоже ровесница её — ей 14, а Маше 13. Друзья, я хочу попросить вас: прогуглите это дело, узнайте, что там случилось, ужаснитесь тому, что произошло с Машей и её семьей за рисунок, который она нарисовала на уроке ИЗО.